# Inexhibit
Inexhibit è una rivista online e sito informativo specializzato in musei e mostre internazionali, pubblicata in Inglese ed Italiano.

## Storia
La rivista, fondata nel 2009 dagli architetti Bianchini & Lusiardi Associati e rivolta principalmente a specialisti, pubblica articoli tecnici, immagini e recensioni su istituzioni, musei, festival e mostre nei campi dell'arte, del design industriale, dell'architettura e delle tecnologie per la comunicazione e fornisce un motore di ricerca validato per musei, sebbene limitato ad Europa occidentale e Stati Uniti.
A gennaio 2016, il sito risulta contenere oltre 2000 articoli, di cui una parte redatta in collaborazione con istituzioni internazionali come il MoMA, la Guggenheim Foundation, il Natural History Museum di Londra, e la Biennale di Venezia, e con studi di progettazione, tra cui Zaha Hadid architects, Olafur Eliasson, Peter Eisenmann e Bjarke Ingels Group.
Articoli della rivista Inexhibit, che ha registrato circa cinque milioni di visualizzazioni nel 2015, sono stati citati in libri specializzati e da istituzioni culturali tra cui l'ICOM-International Council of Museums(I ed il Network of European Museum Organisations (NEMO).
La rivista gestisce inoltre un archivio privato di circa 3000 foto – concesse a titolo gratuito ad organizzazioni senza fini di lucro, scuole e media di pubblica informazione, tra cui CNN, BBC, Royal Institute of British Architects, Tate, The Guardian, El Pais, La Repubblica, ed il Corriere della Sera, tra altri.